# Mittenothamnium stigmopyxis
Mittenothamnium stigmopyxis är en bladmossart som beskrevs av Jules Cardot 1913. Mittenothamnium stigmopyxis ingår i släktet Mittenothamnium och familjen Hypnaceae. Inga underarter finns listade i Catalogue of Life.